# Madhumita Bisht

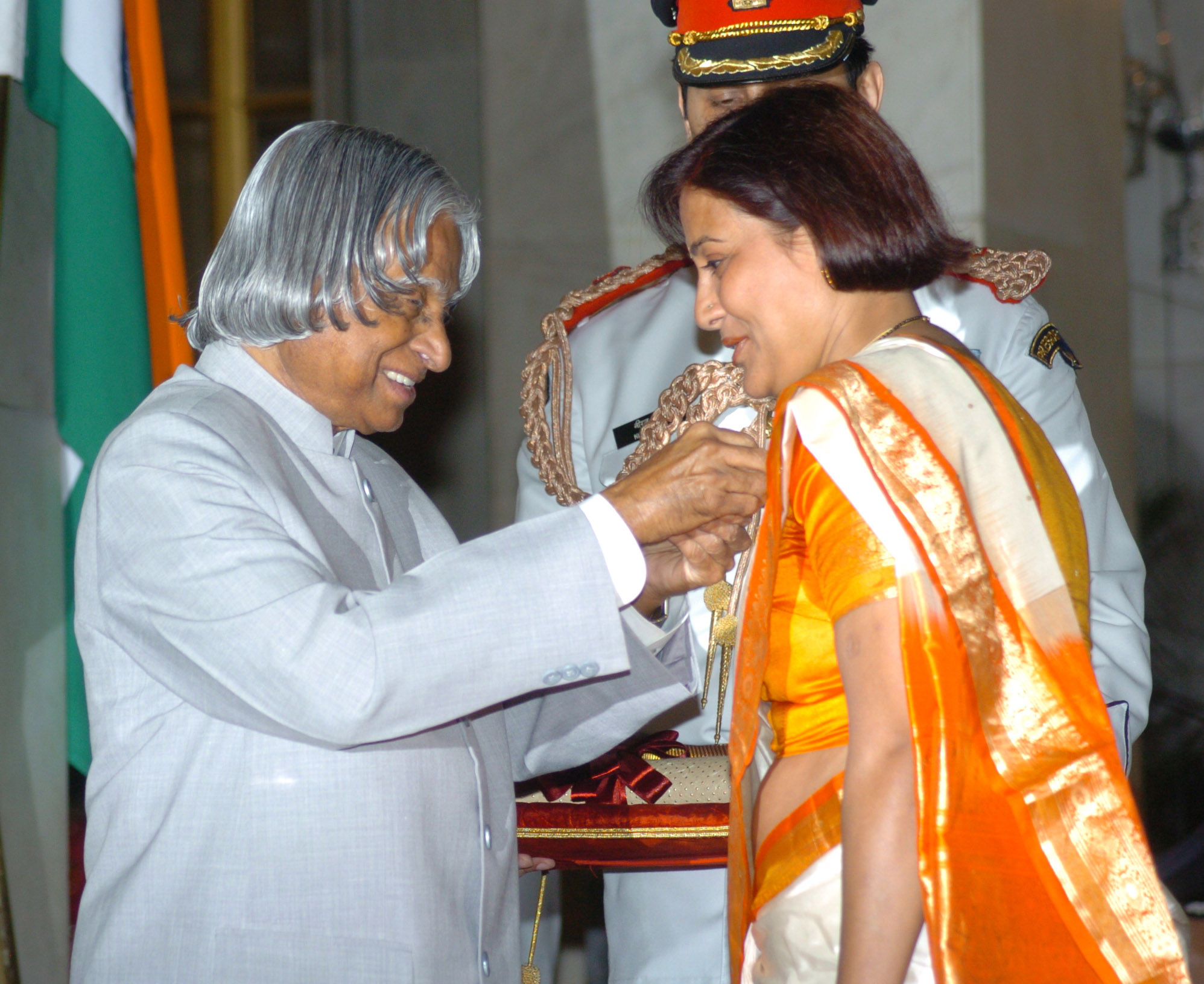
Madhumita Bisht

Madhumita Bisht (* 5. Oktober 1964 in Jalpaiguri, Westbengalen, geborene Madhumita Goswami) ist eine ehemalige indische Badmintonspielerin.

## Karriere
1981 gewann Madhumita Bisht ihren ersten Titel in Indien, 26 weitere folgten bis 2001 in allen drei Einzeldisziplinen Damendoppel, Mixed und Dameneinzel. Im Einzel nahm sie 1996 an Olympia teil und wurde 17. Bei den Internationalen Meisterschaften von Indien wurde sie 1997 Dritte im Mixed mit Vinod Kumar. 1982 wurde sie mit dem Arjuna Award geehrt.

## Sportliche Erfolge
| Saison | Veranstaltung                          | Disziplin   | Platz | Name                                |
| ------ | -------------------------------------- | ----------- | ----- | ----------------------------------- |
| 1981   | Indien: Einzelmeisterschaften          | Dameneinzel | 1     | Madhumita Goswami                   |
| 1984   | Indien: Einzelmeisterschaften          | Dameneinzel | 1     | Madhumita Bisht                     |
| 1985   | Indien: Einzelmeisterschaften          | Damendoppel | 1     | Madhumita Bisht / Mallika Barua     |
| 1985   | Indien: Einzelmeisterschaften          | Dameneinzel | 1     | Madhumita Bisht                     |
| 1986   | Indien: Einzelmeisterschaften          | Damendoppel | 1     | Madhumita Bisht / Ami Ghia          |
| 1986   | Indien: Einzelmeisterschaften          | Dameneinzel | 1     | Madhumita Bisht                     |
| 1986   | Indien: Einzelmeisterschaften          | Mixed       | 1     | Sanat Misra / Madhumita Bisht       |
| 1987   | Indien: Einzelmeisterschaften          | Damendoppel | 1     | Madhumita Bisht / Ami Ghia          |
| 1987   | Indien: Einzelmeisterschaften          | Dameneinzel | 1     | Madhumita Bisht                     |
| 1987   | Indien: Einzelmeisterschaften          | Mixed       | 1     | Sanat Misra / Madhumita Bisht       |
| 1988   | Indien: Einzelmeisterschaften          | Mixed       | 1     | Sanat Misra / Madhumita Bisht       |
| 1988   | Indien: Einzelmeisterschaften          | Damendoppel | 1     | Madhumita Bisht / Ami Ghia          |
| 1988   | Indien: Einzelmeisterschaften          | Dameneinzel | 1     | Madhumita Bisht                     |
| 1989   | Indien: Einzelmeisterschaften          | Dameneinzel | 1     | Madhumita Bisht                     |
| 1989   | Indien: Einzelmeisterschaften          | Mixed       | 1     | Harjeet Singh / Madhumita Bisht     |
| 1989   | Indien: Einzelmeisterschaften          | Damendoppel | 1     | Madhumita Bisht / Ami Ghia          |
| 1990   | Indien: Einzelmeisterschaften          | Damendoppel | 1     | Madhumita Bisht / Sudha Padmanabhan |
| 1990   | Indien: Einzelmeisterschaften          | Dameneinzel | 1     | Madhumita Bisht                     |
| 1990   | Indien: Einzelmeisterschaften          | Mixed       | 1     | Harjeet Singh / Madhumita Bisht     |
| 1992   | Olympia                                | Dameneinzel | 17    | Madhumita Bisht                     |
| 1994   | Indien: Einzelmeisterschaften          | Mixed       | 1     | Vinod Kumar / Madhumita Bisht       |
| 1995   | Indien: Einzelmeisterschaften          | Mixed       | 1     | Vinod Kumar / Madhumita Bisht       |
| 1996   | Indien: Einzelmeisterschaften          | Mixed       | 1     | Vinod Kumar / Madhumita Bisht       |
| 1997   | Indien: Einzelmeisterschaften          | Damendoppel | 1     | Madhumita Bishta / Sindhu Gulati    |
| 1997   | Indien: Einzelmeisterschaften          | Mixed       | 1     | Vinod Kumar / Madhumita Bisht       |
| 1997   | Indien: Internationale Meisterschaften | Mixed       | 3     | Vinod Kumar / Madhumita Bisht       |
| 1999   | Indien: Einzelmeisterschaften          | Damendoppel | 1     | Madhumita Bisht / P. V. V. Lakshmi  |
| 2000   | Indien: Einzelmeisterschaften          | Mixed       | 1     | Vincent Lobo / Madhumita Bisht      |
| 2001   | Indien: Einzelmeisterschaften          | Mixed       | 1     | Markose Bristow / Madhumita Bisht   |